# Heterandria
Il genere Heterandria comprende 10 specie di piccoli pesci d'acqua dolce, appartenenti alla famiglia Poeciliidae.

## Specie
- Heterandria anzuetoi
- Heterandria attenuata
- Heterandria bimaculata
- Heterandria cataractae
- Heterandria dirempta
- Heterandria formosa
- Heterandria jonesii
- Heterandria litoperas
- Heterandria obliqua
- Heterandria tuxtlaensis